# Jörg Woithe
Jörg Woithe (* 11. dubna 1963, Berlín) je bývalý východoněmecký plavec. Na olympijských hrách 1980 v Moskvě získal zlatou medaili v závodě na 100 metrů volným způsobem a stříbrnou ve štafetě na 4 × 200 m volný způsob. Je též mistrem světa v závodě na 100 metrů volný způsob z roku 1982.